# Fernand Flament
Fernand Flament, né le 17 décembre 1891 à Marseille et mort le 18 octobre 1948 à Paris, est un acteur français.

## Biographie
Fernand Charles Antoine Flament naît le 17 décembre 1891 à Marseille.
On sait peu de chose de lui avant qu'il ne se lance dans une carrière cinématographique. Sur le registre matricule de recrutement de la classe 1891, établi à Marseille en 1911, il est précisé que ce fils de mécanicien exerce la profession d'artiste lyrique. Ce même registre retrace ses campagnes pendant la Première Guerre mondiale où il termine avec le grade de maréchal-des-logis dans l'artillerie de campagne.
De retour à la vie civile, il semble avoir repris sa carrière de chanteur tout en exerçant le métier de chauffeur de taxi. C'est sans doute grâce aux liens d'amitié qu'il avait gardés avec les artistes marseillais devenus célèbres à Paris, comme Fernandel ou Andrex, qu'il est engagé au cinéma pour compléter la distribution des rôles de personnages « avec l'accent »[réf. nécessaire].
Ainsi, pendant une quinzaine d'années, Fernand Flament apparaît, entre autres, dans des films de Marcel Pagnol, pour compléter une galerie de personnages populaires de méridionaux comme on les affectionne à l'époque, aussi bien sur les scènes de théâtre que sur les plateaux de cinéma.
Fernand Flament joue son dernier rôle dans un film de Jacques Séverac, sorti sur les écrans en juillet 1948. Il meurt en octobre 1948, en son domicile du 3, rue la Condamine. Il est inhumé deux jours plus tard au cimetière parisien de Pantin, avant que son cercueil soit transféré le mois suivant au cimetière parisien de Saint-Ouen.

## Filmographie
- 1934 : Au pays du soleil de Robert Péguy - Nervi
- 1934 : L'Espionne du palace de Gaston Jacquet et René Rufli - court métrage -
- 1934 : Angèle de Marcel Pagnol - Jo, "Le Tatoue"
- 1934 : Trois de la marine de Charles Barrois - Goffic
- 1935 : Gaspard de Besse d'André Hugon - Le brigadier
- 1936 : Joseph tu m'énerves!! de Georges Winter - court métrage - Un costaud
- 1936 : Notre-Dame-d'Amour de Pierre Caron - Martegas
- 1937 : Romarin d'André Hugon
- 1937 : Franco de port de Dimitri Kirsanoff - "Le Frileux"
- 1937 : L'Alibi de Pierre Chenal - Un inspecteur
- 1938 : La Marseillaise de Jean Renoir - Ardisson, un Marseillais
- 1939 : Fric Frac de Maurice Lehmann
- 1939 : Berlingot et Compagnie de Fernand Rivers - Paulo
- 1939 : L'Embuscade de Fernand Rivers
- 1939 : L'Héritier des Mondésir d'Albert Valentin - Martinot
- 1940 : L'Acrobate de Jean Boyer - L'infirmier
- 1940 : Notre-Dame de la Mouise de Robert Péguy
- 1940 : Le Roi des galéjeurs de Fernand Rivers
- 1941 : Les Inconnus dans la maison d'Henri Decoin - Un policier chez Manu
- 1942 : Mariage d'amour d'Henri Decoin - Un agent
- 1943 : Le Mistral de Jacques Houssin
- 1942 : Monsieur La Souris de Georges Lacombe
- 1944 : L'Île d'amour de Maurice Cam
- 1945 : L'Affaire du Grand Hôtel de André Hugon
- 1945 : Au pays des cigales de Maurice Cam
- 1946 : Miroir de Raymond Lamy - Un homme de la bande à Folco
- 1948 : Halte... Police ! de Jacques Séverac - Un inspecteur